# Raiponce hémisphérique
Phyteuma hemisphaericum
Espèce
Classification phylogénétique
La Raiponce hémisphérique (Phyteuma hemisphaericum) est une petite plante herbacée vivace (3 à 15 cm) de la famille des Campanulacées appartenant au genre Phyteuma.

## Description

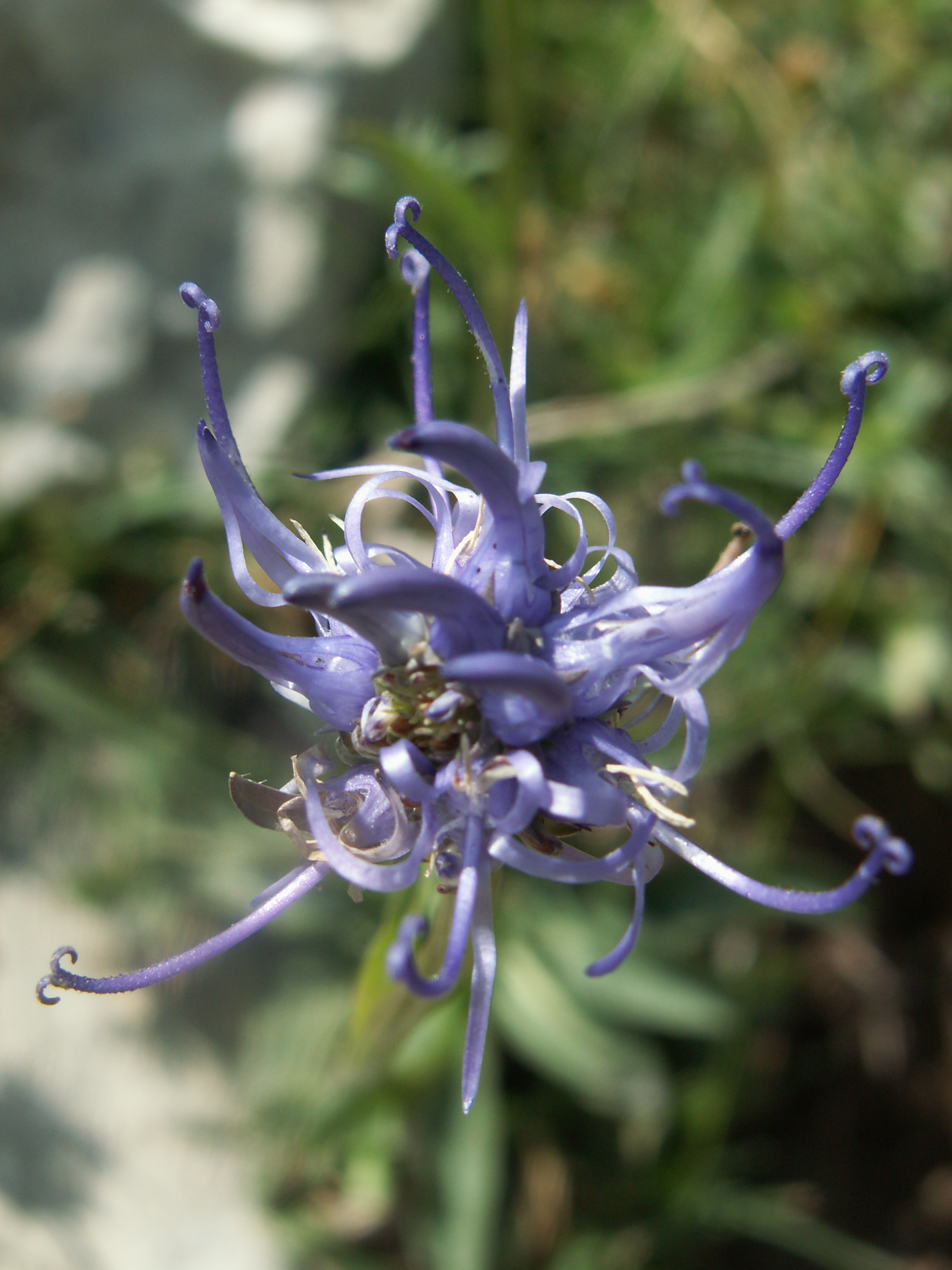
Raiponce hémisphérique

## Caractéristiques
Organes reproducteurs
- Type d'inflorescence : capitule simple
- Répartition des sexes : hermaphrodite
- Type de pollinisation : entomogame, autogame
- Période de floraison : juin à août

Graine
- Type de fruit : capsule
- Mode de dissémination : barochore

Habitat et répartition
- Habitat type : prairies, rocailles, moraines sur silice.
- Aire de répartition : Jura, Alpes, Auvergne, Cévennes, Pyrénées, Apennins, de 1 300 à 3 000 m d'altitude.

Données d'après : Julve, Ph., 1998 ff. - Baseflor. Index botanique, écologique et chorologique de la flore de France. Version : 23 avril 2004. 